# 가키자키정
가키자키정(柿崎町)은 니가타현 나카쿠비키군에 조에쓰시로의 통근율은 17.1%(2000년 인구 조사).호쿠고쿠 가도의 역참 마을로서 발전했다. 2005년 1월 1일에 조에쓰 시에 편입해 정역은 지역 자치구인 가키자키 구가 되었다.

## 지리
- 북쪽은 동해에 접해 있었다. 북동부는 사도야히코 요네야마 국정공원에 포함되어 있고, 요네야마는 영봉으로 간주되었다.

## 인구
가키자키정 시대
- 1960년 - 3,193가구, 16,391명
- 1970년 - 3,245가구, 14,111명
- 1980년 - 3495가구, 13,702명
- 1990년 - 3386가구, 12,880명
- 2000년 - 3,574가구, 12,116명

조에쓰시 편입 후
- 2010년  - 3,527가구, 11,060명

## 역사
- 1889년 4월 1일 - 정촌제 시행과 함께 나카쿠비키군 가키자키촌이 성립하였다.
- 1908년 10월 1일 - 시치카촌과 합병해 가키자키촌이 되었다.
- 1934년 1월 1일 - 정으로 승격해 가키자키정이 되었다.
- 1955년 3월 1일 - 시모쿠로카와촌, 구로카와촌, 구로이와촌과 합병해 가키자키정이 되었다.
- 2005년 1월 1일 - 주변 13정촌과 함께 조에쓰시에 편입되었다.

## 행정

### 역대 정장
- 초대 - 고마쓰 구니지로(小松邦治郎)
- 사카이 다쓰오 (楡井辰雄) - 1999년 4월 30일부터)

## 교통

### 철도
- 동일본 여객철도
  - 신에쓰 본선

### 도로
- 국도 8호선